# Sekundärenergie

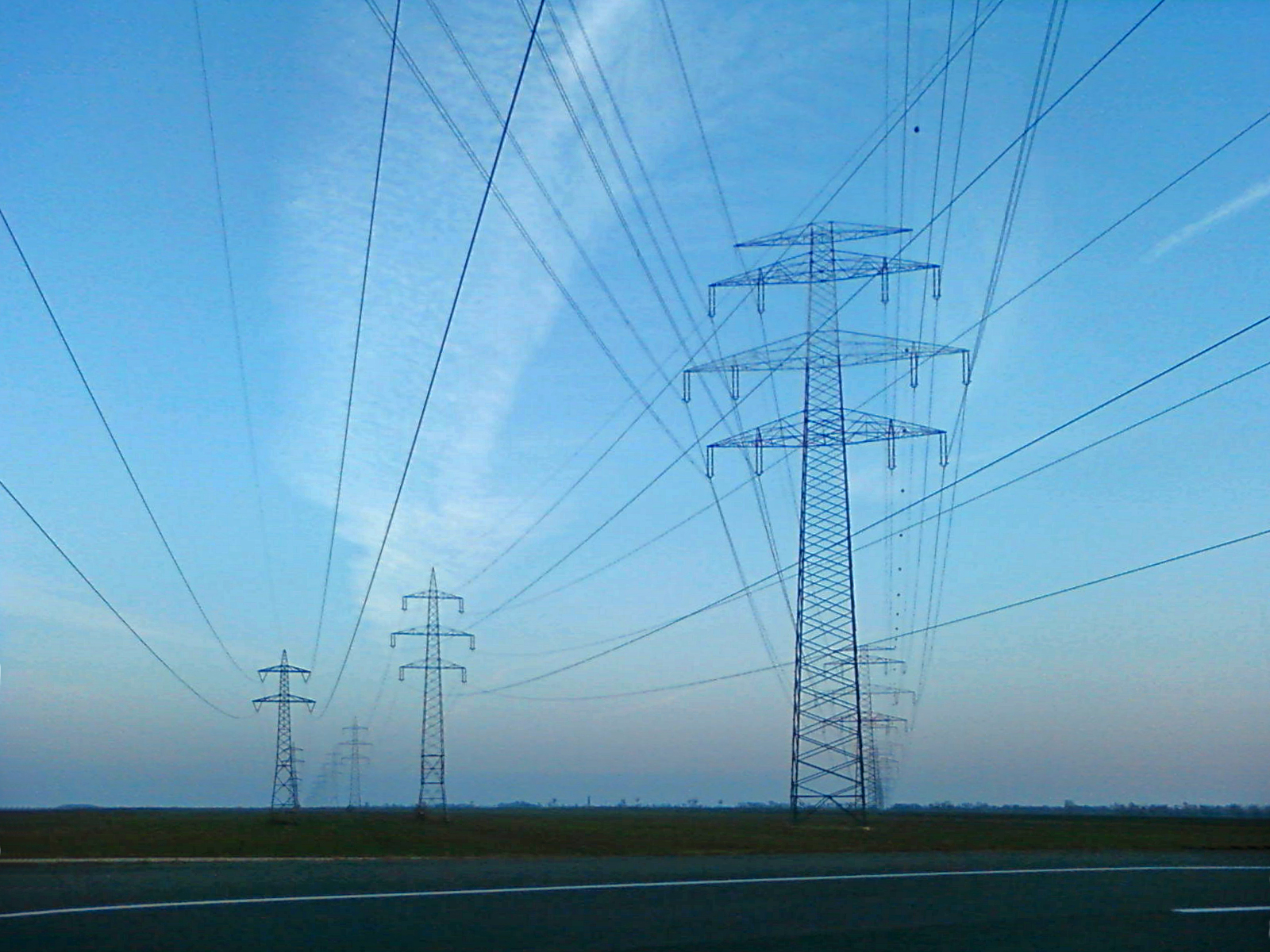
Überlandleitungen werden häufig für die Versorgung mit elektrischem Strom genutzt

Wird Primärenergie in eine andere Energieform gewandelt, so spricht man von Sekundärenergie. 
Wärmekraftwerke wandeln Kernenergie oder fossile Energieträger in elektrische Energie um. Dabei geht ein Teil der Primärenergie als Abwärme verloren und steht nicht mehr als Nutzenergie zur Verfügung. Die gewonnene elektrische Energie ist Sekundärenergie. Mit der Kraft-Wärme-Kopplung wird versucht, diese Verluste zu verringern, indem Sekundärenergie zur Gebäudeheizung benachbarter Wohnsiedlungen oder für Gewächshäuser genutzt wird. Auch die so entstehende Fernwärme ist eine Sekundärenergie.
Werden fossile Energieträger durch Raffination veredelt, um die Energie leichter transportieren oder nutzen zu können, so ist das Ergebnis ebenfalls eine Sekundärenergie. Beispiele hierfür sind Koks, Briketts, Kokereigas und Mineralölerzeugnisse wie etwa Benzin.
Trotz der bei der Wandlung entstehenden Verluste kann diese vorteilhaft sein. Der Vorteil des elektrischen Stroms liegt im weiträumigen kostengünstigen Transport, sofern eine entsprechende Infrastruktur in Form eines Stromnetzes vorhanden ist. 
Die einer Volkswirtschaft nach teilweiser Wandlung von Primärenergien in Sekundärenergien für den Verbrauch zur Verfügung stehende Energie heißt Endenergie. Der Weg, den Primärenergie über teilweise Wandlung in Sekundärenergie bis zur Nutzung in verschiedenen Industriezweigen für verschiedenen Anwendungen nimmt, wird in Energiebilanzen dargestellt.